# Майдан Відродження (Кам'янець-Подільський)
Майда́н Відро́дження — майдан у центрі Кам'янця-Подільського. Це єдиний майдан Нового плану міста, який зберігся до наших днів. Займає один квартал між вулицею Соборною на півночі, вулицею Князів Коріатовичів на півдні, вулицею Лесі Українки на заході та вулицею Огієнка на сході.

## Історія майдану

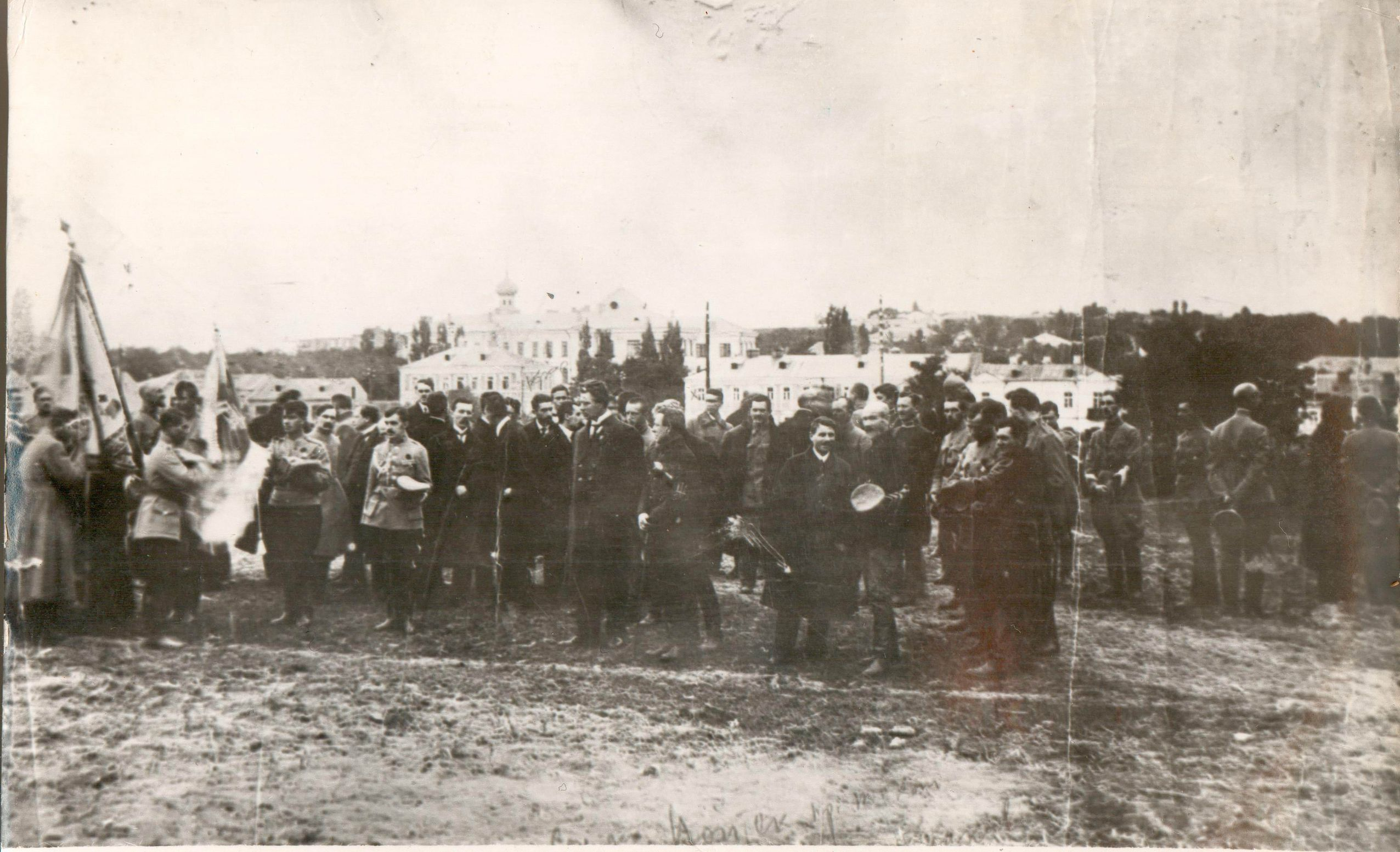
Складання присяги козаками Армії УНР в місті на сучасному майдані Відродження

### Єдиний майдан Нового плану
Первісна назва майдану — Великий Торговий майдан. У 19 столітті майдан був удвічі більшим і простягався від вулиці Бульварної (нині Шевченка) до вулиці Московської (нині Огієнка), тобто займав два квартали. На заході Великого Торгового майдану височів храм Олександра Невського (нині відроджується в колишньому сквері Смирнова).
Інші три новопланівські майдани внаслідок забудови до нашого часу не дожили. Це Малий Торговий майдан (де розташовувалася жіноча гімназія Степаниди Славутинської, тепер у цьому приміщенні працює школа-інтернат), Семінарський майдан (квартал, в якому тепер розташувалося містечко Подільського державного аграрно-технічного університету: зокрема, його головний корпус) і Богадільницький майдан (квартал, в якому розмістилося лікарняне містечко, центром якого є міська лікарня № 1).

### Візит імператора
Історію майдану Відродження започатковано 2 жовтня (14 жовтня за новим стилем) 1859 року. Тоді тут був пустир. Але російський імператор Олександр II, який напередодні прибув із візитом до губернського центру, довго мовчки стояв на місці нинішнього майдану Відродження і милувався чудовим краєвидом, що відкривався звідси.
Подільський губернатор Володимир Пфелер поділився з царем планами освоєння місця, де вони стояли. А саме: тут намічалося звести будинки для канцелярії начальника губернії, губернського правління, всіх присутствій, казенної палати, Кам'янець-Подільського відділення Державного банку.
Олександр II згодився з тим, що це найкраще місце для нового центру Кам'янця-Подільського, пообіцяв, що Державна рада, Міністерство внутрішніх справ і Міністерство фінансів обміркують цю справу.

### Майдан як ринок
Спливло майже 15 років, аж поки 19(31) січня 1874 року було відкрито Новий міст через Смотрич. Це стало потужним імпульсом для освоєння Кам'янцем східних територій.
Але спливло ще чверть віку, доки на Новому плані з'явилися будинки казенної палати, відділення Держбанку. Правда, не на тому місці, про яке говорили Володимир Пфелер і Олександр II. А на майбутньому центральному майдані Нового плану міська дума тимчасово розмістила міський ринок. До відкриття Нового мосту він тіснився в Старому місті на Центральному майдані (нині майдан Польський ринок).
На майбутньому майдані Відродження ринок, за даними краєзнавця Івана Гарнаги, «тимчасово» діяв понад 40 років — і тільки 1916 року його перевели за Загородню вулицю (тепер проспект Грушевського), де він розміщується й нині.
Назва майдану — Великий Торговий — відома з 1884 року, коли було затверджено новий генеральний план міста.

### Безіменний майдан
У радянський час майдан аж до 1970 року був безіменним. Тут, зокрема, райспоживспілка часто проводила ярмарки. В рекламі місце проведення ярмарку вказували доволі складною формулою. Наприклад, так, як у газетному оголошенні від 21 березня 1964 року: «на площі по вулиці Котовського (на розі вулиць Московської і Котовського)».
Наприкінці 1950-х років тут, з огляду на зручність будівельного майданчика та наявність комунікацій, планувалося побудувати 2—3-поверхові будинки. Проте головному архітектору міста Ізяславу Медведовському (1928—2006) вдалося відстояти це місце для центра Кам’янця-Подільського.

### Пам'ятник Леніну
Широкомасштабне святкування в СРСР сторіччя з дня народження Леніна подарувало майданові в центрі Нового плану нове життя: 14 квітня 1970 року тут урочисто відкрили пам'ятник вождеві світового пролетаріату, а ще через два дні міськвиконком ухвалив безіменний майдан назвати площею Леніна.
Хоч Ленін народився 22 квітня 1870 року, але в Кам'янці-Подільському пам'ятник вождеві відкрили аж за 8 днів до офіційного дня ювілею. Причиною такого поспіху стала давня конкуренція між Кам'янцем-Подільським і Хмельницьким — колишнім і нинішнім обласними центрами. До сторіччя Леніна пам'ятники йому мали встановити як кам'янчани, так і хмельничани. Тож між секретарем Кам'янець-Подільського міськкому КПУ Іваном Задворним і секретарем Хмельницького обкому КПУ Михайлом Мехедою виникло принципове змагання, хто швидше встановить пам'ятник. І кам'янчани на цілий тиждень випередили хмельничан.
Автори кам'янецького пам'ятника Леніну — відомі українські скульптори: народний художник УРСР Галина Кальченко, заслужені діячі мистецтв УРСР Анатолій Білостоцький (згодом теж народний художник УРСР) і Оксана Супрун. Архітекторами пам'ятника були киянин, автор генеральних планів забудови й реконструкції багатьох українських міст (зокрема, й Кам'янця-Подільського) Тарас Довженко та головний архітектор Кам'янця-Подільського Ізяслав Медведовський.
Перша й головна проблема, яка виникла при створенні кам'янецького пам'ятника: де дістати на статую заввишки 6,5 метра 9 тонн бронзи? Виручила Галина Кальченко, яка познайомила Івана Задворного зі своїм високопосадовим батьком — першим заступником голови Ради Міністрів УРСР Никифором Кальченком. Никифор Тимофійович зателефонував у потрібне місце й сповістив Іванові Федоровичу: «Ми Вам поставимо бронзу».
Наступна проблема виникла з червоним гранітом для постаменту. Міністр будівельних матеріалів УРСР Григорій Бакланов, який до війни навчався в Кам'янець-Подільському силікатному інституті, допомогти не зміг, оскільки не було лімітів. Бажаний граніт знайшовся на Житомирщині. Там удалося домовитися, що гранітні блоки виготовлять на договірних умовах і в разі, якщо кам'янчани дістануть підприємливим житомирянам три холодильники.
На відкриття пам'ятника Леніну прибув заступник голови Ради Міністрів УРСР Сергій Андріанов.

### Адміністративний будинок
Після відкриття пам'ятника Леніну невдовзі на майдані його імені було завершено будівництво чотириповерхового адміністративного будинку, в якому розмістилися міськком КПУ, міськком ЛКСМУ, міськвиконком. 14 грудня 1972 року депутати міськради вперше зібралися на сесію в новому будинку — в спеціально виділеному на четвертому поверсі сесійному залі міськради.
Ізяслав Медведовський в інтерв'ю одному поважному архітектурному журналу зазначив:
| «При реконструкції майдану враховано його значення як найважливішої частини громадського центру міста. Завдяки складному рельєфу його простір можна об'єднати з прилеглими скверами. Архітектурна композиція майдану спрямована на розкриття пам'ятника Леніну, розташованого на фоні адміністративного будинку». |
Авторів, які створили майдан, 1971 року відзначили дипломом першого ступеня на огляді-конкурсі майданів України.
Проте не всі сприйняли на ура такий майдан. Тодішній член художньої ради міста Анатолій Васильєв висловився різко критично:
| «Розташування адмінбудинку на майдані сплановано так, що заперечує вільне споглядання самого будинку й навколишнього майдану, хіба що з висоти пташиного лету… Автори прив'язки будівлі до майдану не зважили на те, що саме будівля, яка акцентує на собі увагу, стоятиме всупереч ритмові, так би мовити „графіку руху“ двох динамічних паралельних вулиць Котовського та Чкалова (нині Соборної та Князів Коріатовичів), що розділені майданом не на одному рівні. При такому розташуванні майдан не проглядається з людної вулиці Котовського, майже не проглядається з вулиць Ленінградської (нині Лесі Українки) та Чкалова, які знижуються в бік Старого міста. Отже, зникає композиційна єдність і функціональне призначення самого майдану». |
Анатолій Васильович і ще два члени художньої ради пропонували закласти адмінбудинок із вулиці Московської (нині Огієнка), тобто — зі сходу майдану, фасадом на захід. Це, на їх думку, відкривало би велич будівлі, а сам майдан гармонійно пов'язувало би з прилеглими вулицями й будинками. Але на засіданні художньої ради все вирішила «арифметична більшість».
26 серпня 1991 року в адмінбудинку було опечатано кімнати, в яких працювали міськком КПУ та міськком ЛКСМУ. Відтоді будинок повністю належить міській раді.
В адмінбудинку з 1 грудня 1990 року працює редакція газети міськради «Кам'янець-Подільський вісник». Першим редактором часопису був відомий подільський поет Іван Покотило.
1996 року на п'ятому (технічному) поверсі адмінбудинку розпочала роботу дирекція новоствореного Національного природного парку «Подільські Товтри», доки не перебралася у відновлений будинок на Польському ринку.
У «білому домі» чи «білій хаті», як у народі називають адмінбудинок, побувало в гостях чимало відомих людей. Тут, зокрема, давали прес-конференції вищий виконавчий редактор одного з найтиражніших британських тижневиків «News of the World» («Новини світу») Олександр Марунчак (10 липня 2000 року), письменник Володимир Яворівський (24 січня 2001 року), співаки Віталій і Світлана Білоножки (9 вересня 2004 року).

### Демонтаж пам'ятника Леніну
Пам'ятник Леніну простояв на майдані 22 роки. Після серпневого путчу в Москві (19—21 серпня 1991 року) й проголошення незалежності України (24 серпня 1991 року) позачергова сесія Кам'янець-Подільської міської ради, що відбулася 29 серпня 1991 року, ухвалила, зокрема, демонтувати пам'ятник Ленінові на центральному майдані міста. Було зважено на те, що це пам'ятник не людині, а системі. Сесія також доручила раді голів постійних комісій і виконкому визначити місце для перенесення пам'ятника.
20 вересня 1991 року перша спроба демонтувати пам'ятник виявилася невдалою. Тривалий час майдан мав досить екзотичний вигляд: у його центрі стояв пам'ятник, оточений дерев'яним парканом.
На другу спробу довелося чекати майже рік: 18 серпня 1992 року багатотонну скульптуру відправили в КАТП-222808, де вона досі зберігається як комунальна власність міста. Правда, 23 січня 2002 року сесія міськради дозволила місцевим комуністам встановити демонтований пам'ятник у сквері Васильєва, але комуністи цим дозволом досі не скористалися.

### Перейменування майдану
29 серпня 1991 року позачергова сесія міської ради також ухвалила перейменувати площу Леніна. Уже 16 жовтня 1991 року було оприлюднено пропозицію топонімічної комісії перейменувати площу Леніна на площу Свободи — на честь проголошення незалежності України. Проте 29 травня 1992 року на спільному засіданні виконкому, топонімічної комісії та депутатської комісії з питань культури спочатку було схвалено назвати майдан Центральним, але після дискусії вибрано інший варіант — майдан Відродження.
Нову назву остаточно ухвалив виконком 1 червня 1992 року Ось як прокоментував нову назву тодішній заступник голови депутатської комісії з питань культури Анатолій Лучко:
| «Члени обох комісій — топонімічної і депутатської — зупинилися на цій назві, пов'язуючи її з відродженням нашої державності, відродженням культури народів України, її духовних надбань. Відродження — мрія про майбутнє нашої держави, нашого міста». |
Досі не розв'язано проблему: що робити із самотнім п'єдесталом на майдані? 1996 року місцеві художники запропонували встановити тут пам'ятний знак «Відродження». Це — просторова композиція у вигляді кола, в центрі якого — юнак із розкритими руками як символ примирення. Матеріал — мідь, із фрагментами позолоти. Оздоблення виконано подільським орнаментом. Однак через брак коштів цю ідею так і не втілено в життя.

### Гості майдану
8 липня 1980 року на площу Леніна, по дорозі з грецької гори Олімп до Москви, завітав Олімпійський вогонь. На майдан його вніс студент педагогічного інституту Станіслав Іліка, а після мітингу естафету Олімпійського вогню продовжив студент сільськогосподарського інституту Валерій Руснак. Того дня найіменитішим гостем майдану був заслужений майстер спорту СРСР, дворазовий олімпійський чемпіон із боксу (1964 року в Токіо та 1968 року в Мехіко) Борис Лагутін. Він тепло привітав кам'янчан із радісною подією.
29 вересня 1991 року на майдані з кам'янчанами зустрічався народний депутат України, претендент у кандидати на посаду Президента України В'ячеслав Чорновіл.
4 серпня 2001 року на майдані Відродження фінішувала двотижнева просвітнцько-спортивна експедиція, присвячена 800-річчю від дня народження Данила Галицького. Її організувала Українська народна партія «Собор». З кам'янчанами на майдані, а потім у молодіжному центрі «Дружба» спілкувалися народні депутати України Анатолій Матвієнко, Костянтин Ситник, економіст Михайло Довбенко, письменники Максим Стріха, Володимир Шовкошитний.
4 вересня 2004 року на майдані Відродження з кам'янчанами спілкувалися соціалісти — кандидат у Президенти України Олександр Мороз і народний депутат України Юрій Луценко — нинішній міністр внутрішніх справ України.
У 1970—1990 року майдан був місцем офіційних урочистостей. Точніше, таку роль відігравав пам'ятник Леніну. Біля нього приймали в жовтенята, піонери. Біля нього фотографувалися делегати партійних, комсомольських конференцій, з'їздів, гості міста. До нього покладали квіти молодята.

### Майдан протесту
1990 року майдан став головним місцем акцій протесту. Так, 16 жовтня 1990 року тут студенти Кам'янця-Подільського підтримали страйком голодовку студентів у Києві. Того ж дня на вимогу страйкарів (голова страйккому — студент педагогічного інституту Андрій Мацейко) на майдані перед будинком міськради офіційно, згідно з ухвалою президії міської ради, було піднято синьо-жовтий прапор. 4 листопада 1990 року цей прапор освятили. 21 січня 1991 року сесія міської ради, розглянувши протест прокурора, залишила в силі ухвалу президії про підняття синьо-жовтого прапора.
У вересні 1991 року група студентів удалася до голодування на майдані, внаслідок чого 27 вересня сесія міськради відправила у відставку весь склад виконкому (включаючи начальників управлінь і завідувачів відділів).
На майдані 1 травня та 7 листопада традиційно мітингували місцеві комуністи разом з союзниками. Тут ваони протестували й 24 серпня — у День незалежності України.
22 листопада 2004 року кам'янчани на майдані Відродження підтримали помаранчеву революцію в Києві.
1 грудня 2013 року студенти Національного університету ім. Івана Огієнка, Подільського державного аграрно-технічного університету та інших навчальних закладів вийшли на протест у місті, пройшовши колоною по вулицям, вони зібрали віче на Майдані Відродження. Надалі багато мешканців міста збирались на Майдані Відродження під міськрадою, щоб виразити свої протести проти режиму та підтримати Євромайдан у Києві.